# A Momentary Lapse of Reason
Az A Momentary Lapse of Reason a Pink Floyd első olyan albuma, amit Roger Waters nélkül vettek fel, a korábbi frontember 1985-ös távozása után a David Gilmour vezette években. Az album az Amerikai Egyesült Államokban és az Egyesült Királyságban is harmadik helyezést ért el az eladási listákon. Európában az EMI, a világ többi részén a Columbia Records adta ki.

## Előzmények
Amikor Roger Waters 1985-ben kijelentette, hogy a Pink Floydnak vége, David Gilmour és Nick Mason úgy határoztak, hogy együtt folytatják az együttest. Waters a bírósághoz fordult, mert úgy vélte, hogy Gilmourék nem adhatnak ki semmit Pink Floyd néven. Végül peren kívül megállapodtak, Gilmour és Mason vihette tovább a Pink Floyd nevet, míg Waters feloszlatta a megállapodásukat Steve O' Rourke-kal, az együttes menedzserével, exkluzív jogokat kapott néhány tradicionális Pink Floyd ábrázolásra, ideértve az eredeti repülő disznót, megkapta a The Wall koncepciót (a Gilmour által írt három dal, a Young Lust, a Run Like Hell és a Comfortably Numb kivételével, valamint a The Final Cut jogait. Richard Wright újra csatlakozott az együtteshez, de nem teljes jogú tagként, hanem mint meghívott előadó. Miközben dúltak a viták Waters és Gilmour között, már nagyban készült az új album.
A felvételek 1986 októberében kezdődtek. Gilmour első terve az volt, hogy elkészíti a harmadik szólóalbumát, végül azonban a Pink Floyd anyagnak vágtak neki – talán Waters heves ellenállása motiválta Gilmourt, hogy ne szólóalbumot készítsen.
A felvételek kezdeti szakasza Gilmour Astoria nevű lakóhajó-stúdióján volt, amely a Temzén horgonyzott. Gilmour stúdiót építtetett az átalakított nappaliba, ahol elegendő hely volt a felszereléseknek, valamint a vezérlőteremnek. Az albumot végül egy Los Angeles-i stúdióban fejezték be.
A kritikusok szerint – bár Pink Floyd néven jelent meg – a Lapse inkább Gilmour szólóalbuma. Az albumon ugyanis mind Wright, mind Mason közreműködése minimális. Mason mindössze három dalban dobol, ezek a Learning to Fly, az On the Turning Away és a Yet Another Movie. Mason az együttes történetéről szóló könyvében azt írja, hogy „a Roger utáni idők kezdetén Daviddel úgy éreztük, hogy muszáj jót alkotnunk, különben fejünket veszik. Ennek következtében az album túl óvatos lett, csak nagyon kevés kockázatot vállaltunk.”

## Felvétel
Az albumot nagyrészt David Gilmour és néhány fizetett zenész vette fel. A leghíresebb ezek közül Tony Levin basszusgitáros volt, aki a legtöbb számban játszik. Mivel Mason úgy érezte, hogy nincsen formában – az elmúlt években keveset gyakorolt – ezért a dobtémák egy részénél dobgépet használtak, míg másik részüket Jim Kelter és Carmine Appice játszotta fel. A Sorrow alatti dobgépet Gilmour programozta be. Az albumon Richard Wright közreműködése is minimális. A billentyűs részek kidolgozásában nagy segítsége volt Gilmournak Jon Carin, akivel Gilmour a Live Aid koncerten találkozott és játszott együtt Bryan Ferry zenekarában. Carin nem csak a Pink Floyd zenéjében segített, játszott Roger Waters albumain is, valamint mindkét zenekart elkísérte a turnéikra is. A Pink Floyd eredeti billentyűse Wright, a felvételek közepén érkezett vissza az együttesbe, de nem csatlakozhatott teljes jogú tagként Gilmourékhoz, mert annak idején az elbocsátási szerződésébe Waters kikötötte, hogy Wright soha nem csatlakozhat újra a Floydhoz. Az album borítójára kisebb betűvel írták a nevét, de az újrakevert és kiadott változatban már újra a "rendes" méretben látható. Wright háttérénekesként is közreműködött az albumon, de a billentyűs témák nagy részét Carin, Gilmour és Ezrin írta.
Ez volt az első olyan Pink Floyd album, amit teljesen digitális technikával vettek fel, bár néhány akusztikus dobot és basszusgitár szólamot analóg módon rögzítettek.

## Borító
Az album borítóját Storm Thorgerson készítette. A borítóhoz 700 kórházi ágyat vittek ki a devoni Saunton Sandsbe, a tengerpartra, oda, ahol a The Wall filmváltozatához vették fel a háborús jelenetek nagy részét. Az Animals óta ez volt az első olyan album (nem számítva az 1981-ben megjelent válogatásalbumot, az A Collection of Great Dance Songsot), amelyen újra együtt dolgoztak Thorgersonnal. A koncepció egy hömpölygő ágyfolyam volt. Később az album turnéját repülő ágyakkal reklámozták – lemásolva a korábbi repülő disznót.

## Az album dalai
Az összes dalban David Gilmour énekel, kivéve, ahol ezt feltüntettük.
1. Signs of Life (David Gilmour, Bob Ezrin) – 4:24 (instrumentális, hang: Nick Mason)
2. Learning to Fly (Gilmour, Anthony Moore, Ezrin, Jon Carin) – 4:53
3. The Dogs of War (Gilmour, Moore) – 6:05
4. One Slip (Gilmour, Phil Manzanera) – 5:10
5. On the Turning Away (Gilmour, Moore) – 5:42
6. Yet Another Movie (Gilmour, Patrick Leonard) – 7:28
6a. Round and Around (Gilmour) - 1:02 (instrumentális)[2]
7. A New Machine (Gilmour) – 1:46
8. Terminal Frost (Gilmour) – 6:17 (instrumentális)
9. A New Machine (Gilmour) – 0:38
10. Sorrow (Gilmour) – 8:46

## Zenészek

### Pink Floyd
- David Gilmour – ének, gitár, billentyűsök, szintetizátor
- Nick Mason – ütőhangszerek, dob-gép, effektek

### Közreműködők
- Richard Wright – billentyűsök, háttérének[3][4]
- Tony Levin – basszusgitár
- Bob Ezrin – ütőhangszerek
- Carmine Appice – dob
- Jim Keltner – dob
- Jon Carin – billentyűsök
- Tom Scott – szaxofon
- Scott Page – tenorszaxofon
- Patrick Leonard – szintetizátor
- Bill Payne – Hammond-orgona
- Michael Landau – háttér gitár
- John Helliwell – szaxofon
- Darlene Koldenhaven, Carmen Twillie, Phyllis St. James, Donnie Gerrard – háttérének
- Hangzás: Ken Caillat, Tom Jones, Sarah Nean Bruce
- Felvétel: Guy Charbonneau, Le Mobile, Los Angeles
- Kiegészítő hangzás (effektek): Andrew Jackson
- Keverés: Mastering Lab & Precision Lacquer
- Pink Floyd menedzsment: Steve O’Rourke, EMKA Productions, London

## Eladások
A R.I.A.A. minősítései az albumról az Egyesült Államokban:
- Arany és Platina (1987. november)
- Dupla Platina (1988. január)
- Háromszoros Platina (1992. február)
- Négyszeres Platina (2001. augusztus)

Az album világszerte 9 500 000 példányban kelt el.

## Kislemezek
- Learning to Fly (edit)/Terminal Frost – Columbia 38-07363; megjelent 1987. szeptember 15-én.
- On the Turning Away/Run Like Hell (Live) – Columbia 38-07660; megjelent 1987. november 24-én.
- The Dogs of War; 1988. április (csak az USA rádióműsoraiban)
- One Slip/Terminal Frost; megjelent 1988 júniusában.

## Helyezések

### Album
| Év   | Lista               | Helyezés |
| ---- | ------------------- | -------- |
| 1987 | The Billboard 200   | 3        |
| 1987 | Billboard CD Charts | 1        |

### Kislemezek
| Év   | Kislemez            | Lista                  | Helyezés |
| ---- | ------------------- | ---------------------- | -------- |
| 1987 | Learning to Fly     | Mainstream Rock Tracks | 1        |
| 1987 | Learning to Fly     | The Billboard Hot 100  | 70       |
| 1987 | On the Turning Away | Mainstream Rock Tracks | 1        |
| 1988 | The Dogs of War     | Mainstream Rock Tracks | 10       |
| 1988 | One Slip            | Mainstream Rock Tracks | 5        |
| 1988 | Sorrow              | Mainstream Rock Tracks | 36       |